# Centaurea chrysocephala
Centaurea chrysocephala — вид квіткових рослин айстрових (Asteraceae). Ендемік: Греції.